# Philip Crowther
Philip Crowther, né en 1981, est un journaliste anglo-germano-luxembourgeois connu pour être hyperpolyglotte. Il parle couramment le français, l'espagnol, le portugais, l'anglais, l'allemand et le luxembourgeois.

## Jeunesse et éducation
Crowther est né au Luxembourg d'un père britannique et d'une mère allemande. Il apprend l'espagnol et le portugais à l'université, étudiant au King's College de Londres où il a obtenu son diplôme d'études hispaniques.
Du fait de son ascendance et de ses études, il est donc hyperpolyglotte et parle couramment six langues,,,,,,.

## Carrière
Il est le correspondant de la Maison-Blanche pour France 24, correspondant international affilié pour Associated Press, et est membre de l'Association des correspondants de la Maison Blanche.
Le 25 mai 2021, pour le premier anniversaire du meurtre de George Floyd, Crowther fait un reportage en direct des lieux du meurtre lorsque des coups de feu éclatent ; il en sort indemne,.
En 2022, il fait un reportage depuis Kiev, en Ukraine, dans les six langues différentes lors de la couverture du conflit russo-ukrainien, ce qui est remarqué par la presse internationale.